# 9A39
9А39 – pojazd załadowczo-startowy systemu rakietowego 9K37 Buk służący do przewozu rakiet ziemia-powietrze i przeładowywania ich na wyrzutnię 9A310.

## Historia

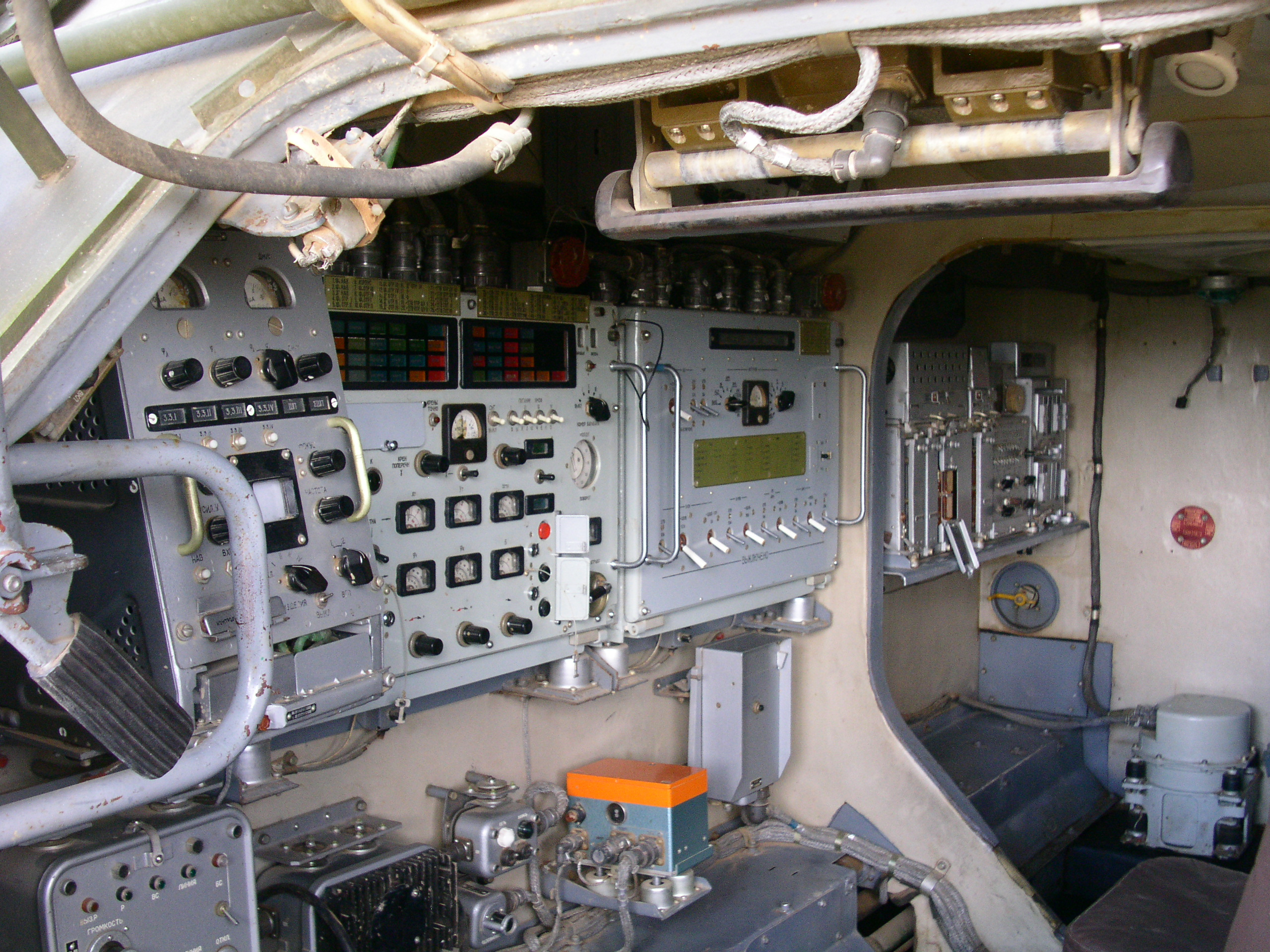
Wnętrze pojazdu 9А39

Doświadczenia związane z wykorzystaniem zestawu 2K12 Kub wykazały, że mobilność pojazdów załadowczo-startowych na podwoziach kołowych Ził-131 jest ograniczona siecią drogową. Nowy pojazd załadowczo-startowy został opracowany w ramach drugiego etapu rozwoju systemu Buk, został osadzony na podwoziu GM-577 o trakcji gąsienicowej. Służy do transportu ośmiu rakiet 9M38, ma możliwość wystrzelenia czterech z nich. Pobranie ośmiu rakiet na 9A39 zajmuje obsłudze 26 minut. 
Opracowana koncepcja całościowa systemu zakładała, że w skład dywizjonu rakiet Buk wchodziły trzy pojazdy 9A39 (po jednym na każdą baterię złożoną z dwóch pojazdów załadowczo-startowych 9A310). Zastosowane w pojeździe rozwiązania zapewniały przeładowanie pełnego zestawu rakiet z 9A39 na 9A310 w ciągu 12 minut. 

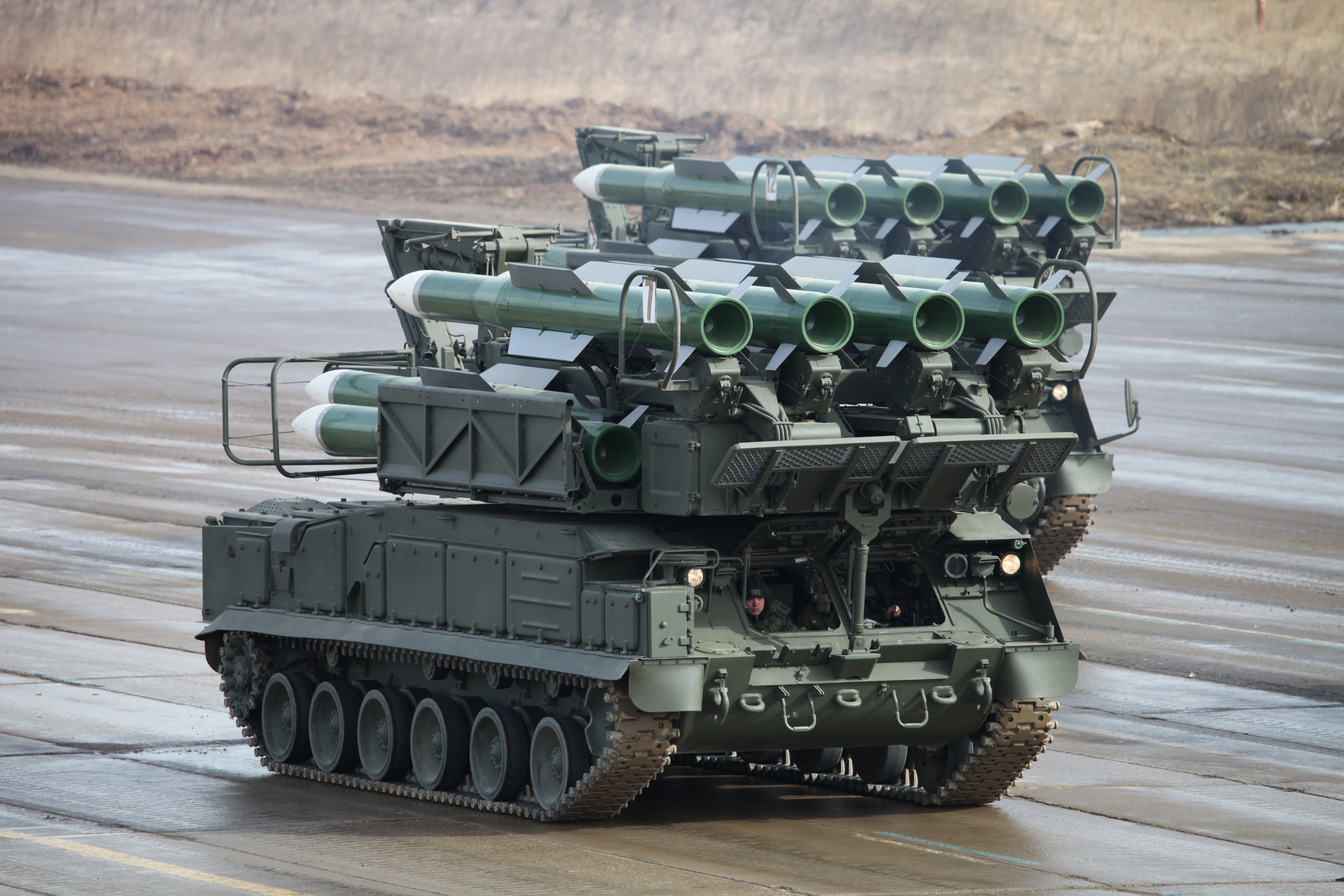
Pojazd 9А316 w położeniu marszowym

Prace rozwojowe systemu Buk zaskutkowały również opracowaniem zmodernizowanego pojazdu załadowczo-startowego, który otrzymał oznaczenie 9A39M1. W tej wersji transportuje osiem pocisków 9M317 o masie ponad 700 kg każdy. Całość systemu został przyjęta na uzbrojenie Armii Radzieckiej w 1983 r. Kolejne zmiany w konstrukcji pojazdu załadowczego wprowadzono w ramach modernizacji przeprowadzonych w 2008 r. Nowa konstrukcja otrzymała oznaczenie 9A316, jej czteroosobowa załoga zapewnia możliwość przeładowania rakiet na pojazd ogniowy w ciągu 15 minut.

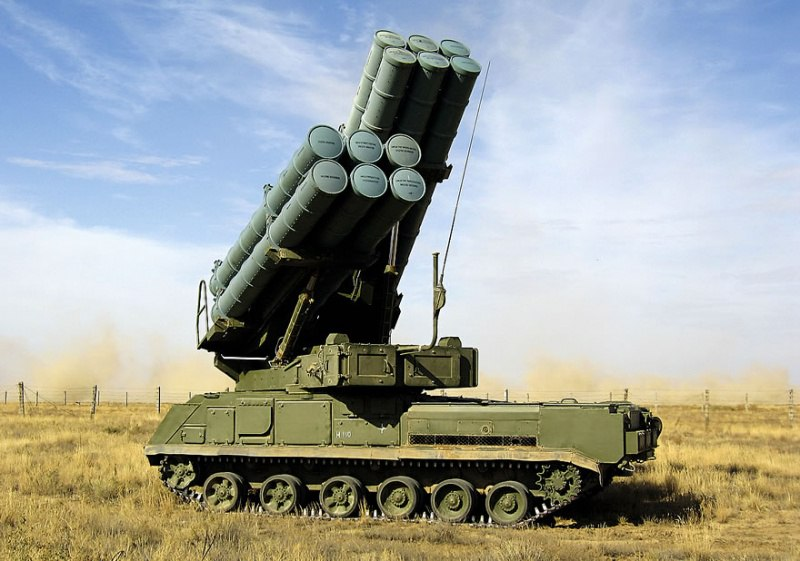
Pojazd 9A316M z 12 kontenerami rakiet 9M317M

Doświadczenia z operacji NATO w 1999 r. nad Federalną Republiką Jugosławii oraz z przebiegu drugiej wojny w Zatoce Perskiej spowodowały kolejną modernizację systemu Buk. Na zunifikowanym podwoziu GM-5969 opracowano nową wersję platformy załadowczo-startowej, która otrzymała oznaczenie 9A316M. Pojazd został dostosowany do przenoszenia 12 rakiet 9M317M w kontenerach transportowo-startowych. W przeciwieństwie do poprzednich wersji 9A316M ma możliwość wystrzelenia wszystkich załadowanych na niego rakiet.